# 301 Bavaria
Bavaria (asteroide 301) é um asteroide da cintura principal com um diâmetro de 54,32 quilómetros, a 2,5485515 UA. Possui uma excentricidade de 0,0646304 e um período orbital de 1 642,71 dias (4,5 anos).
Bavaria tem uma velocidade orbital média de 18,04420095 km/s e uma inclinação de 4,8921º.
Este asteroide foi descoberto em 16 de Novembro de 1890 por Johann Palisa.